# Vignoble de Bergerac
Le vignoble de Bergerac s'étend dans le département de la Dordogne (sud-ouest de la France), autour de la ville de Bergerac, sur 93 communes. Il reprend à peu près les limites de l'arrondissement de Bergerac. 1 200 viticulteurs y cultivent une superficie de 12 000 hectares. Il produit 13 AOC, des vins rouges, des vins blancs secs, moelleux et liquoreux et des vins rosés.

## Histoire

### Étymologie
Le nom de Bergerac viendrait de « Bragayrac », dérivé du gaulois braca fabricant de braies (pantalons amples des gaulois).

### Antiquité
Comme pour le vignoble bordelais voisin, la viticulture commence en Bergeracois avec l'arrivée des Romains. La vigne y prend un essor important, la Dordogne favorisant les échanges commerciaux sur sa partie navigable. La chute de l'Empire romain ne nuit que peu à la viticulture, les Wisigoths, nouveaux maîtres du pays étant buveurs de vin.

### Moyen Âge
Les razzias vikings et musulmanes vont porter un rude coup au commerce du vin. Les musulmans ordonnent l'arrachage des vignes[réf. nécessaire] et le danger représenté par les hommes du nord replie les communautés sur elles-mêmes, tuant le commerce. 
Une relative stabilité s'instaure avec le royaume franc. La région devient possession anglaise avec le mariage d'Aliénor d'Aquitaine et d'Henri II d'Angleterre. Un vaste marché s'instaure au départ de Bordeaux à destination de l'Angleterre et de l'Europe du Nord. Les vins de Bergerac ne sont pas touchés par le privilège bordelais. Cette pratique bloque le port de Bordeaux aux vins de l'amont de la Garonne avant Noël, favorisant ainsi la vente du vin local. Le vin de Bergerac y échappe, étant vendu par la Dordogne qui rejoint la Gironde en aval de Bordeaux. Au Moyen Âge, il fait partie des vins vendus par les négociants de Libourne. 

### Époque moderne

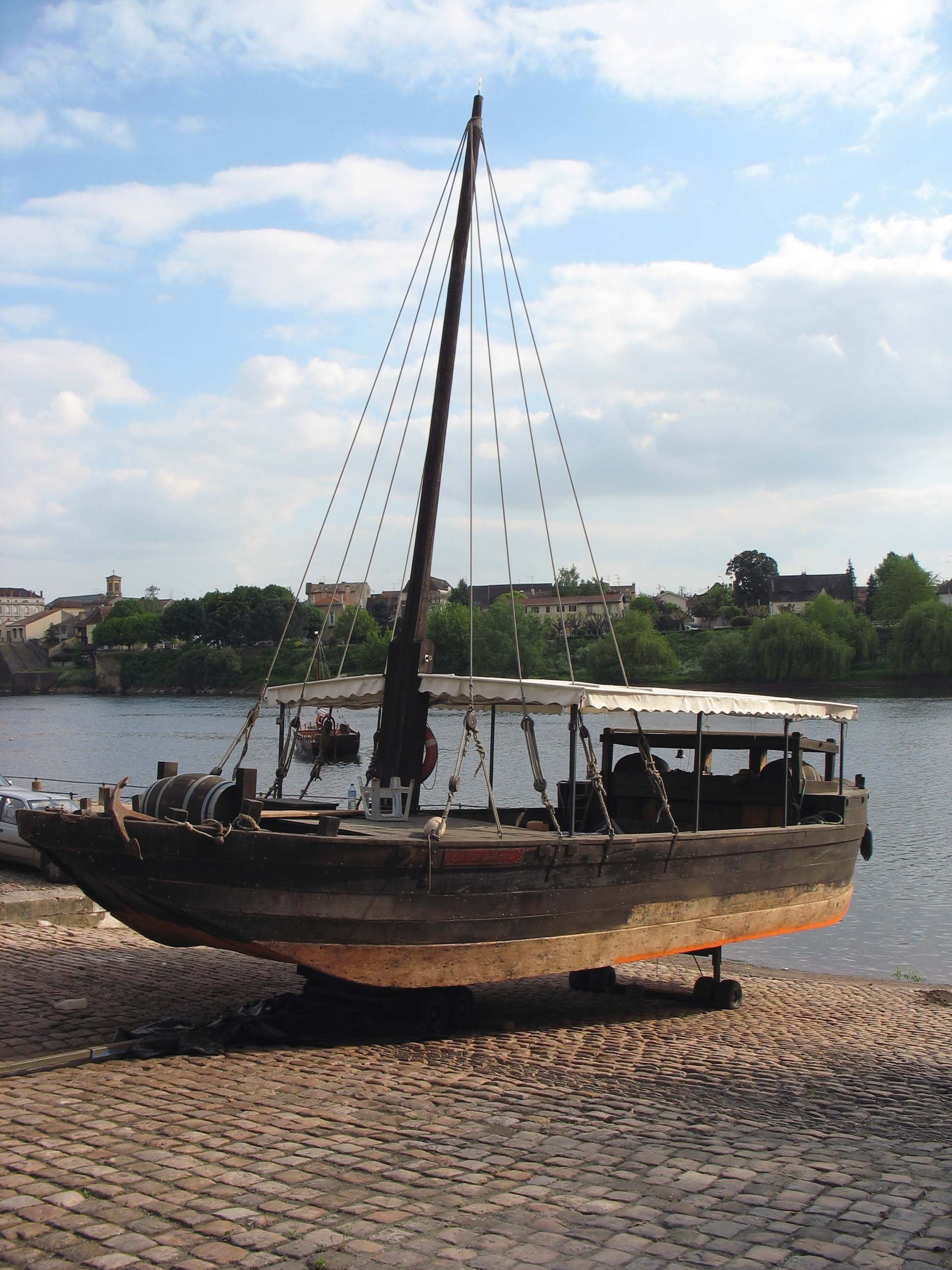
Gabare en cale sèche sur la berge du port de Bergerac.

La Guyenne est une province où le calvinisme prospère. Quand les guerres de religion éclatent, nombre de protestants émigrent, notamment en Hollande. Leur attachement aux produits de leur région d'origine crée un engouement pour les vins de Bergerac. Le vignoble se reconvertit vers la production de vin blanc sec et liquoreux. 
Henri III d'Angleterre, Charles de Valois, frère de Philippe le Bel et Frédéric II de Prusse se fournissaient en barriques de vins de Bergerac. Rabelais cite les « douceurs suaves » des vins de Saussignac et Michel de Montaigne aimait les blancs de Montravel. Au XIVe siècle, les vins de Bergerac purent se distinguer en apposant un griffon et une tour sur les fûts, comme marque de reconnaissance.
La découverte des effets de la pourriture noble se fait probablement à la même époque qu'en sauternais.

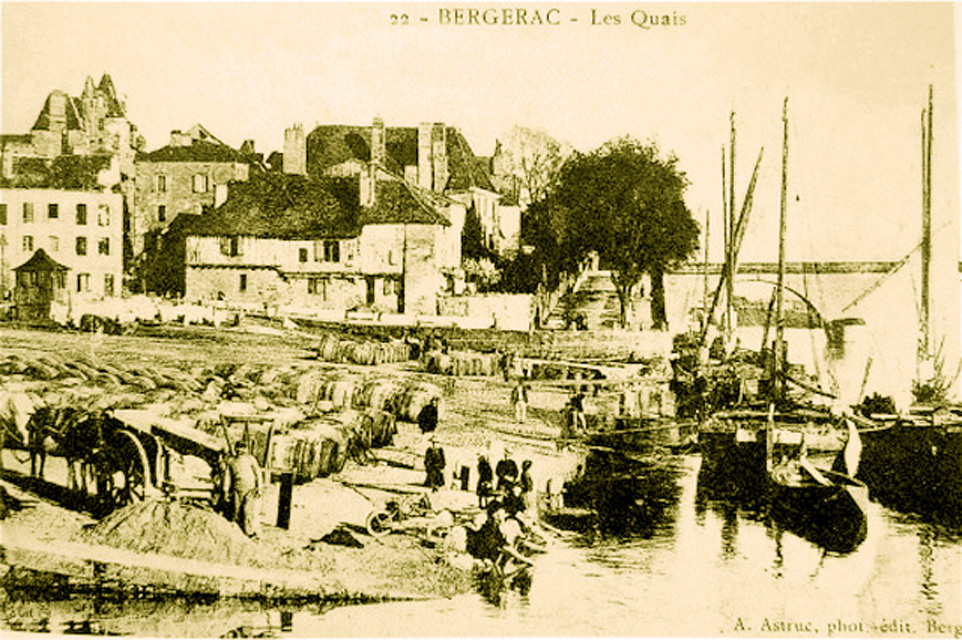
Gabares et tonneaux sur le quai de Bergerac au début du XXe siècle

### Époque contemporaine
Au XXe siècle, lors de la délimitation du vignoble de Bordeaux, les limites sont fixées à celles du département de la Gironde. Les vins de Bergerac, longtemps vendus sous le nom générique Bordeaux, doivent se créer du jour au lendemain une image. Le négoce de Libourne, traditionnel vendeur de ces vins, écoule en priorité les vins labellisés bordeaux, puis tente ensuite de trouver des marchés pour leurs autres vins.

## Vignoble

### Situation géographique
Elle correspond au sud du département de la Dordogne, c'est-à-dire à l'arrondissement de Bergerac.

### Géologie et orographie
La nature des sols reflète l'étendue du vignoble.

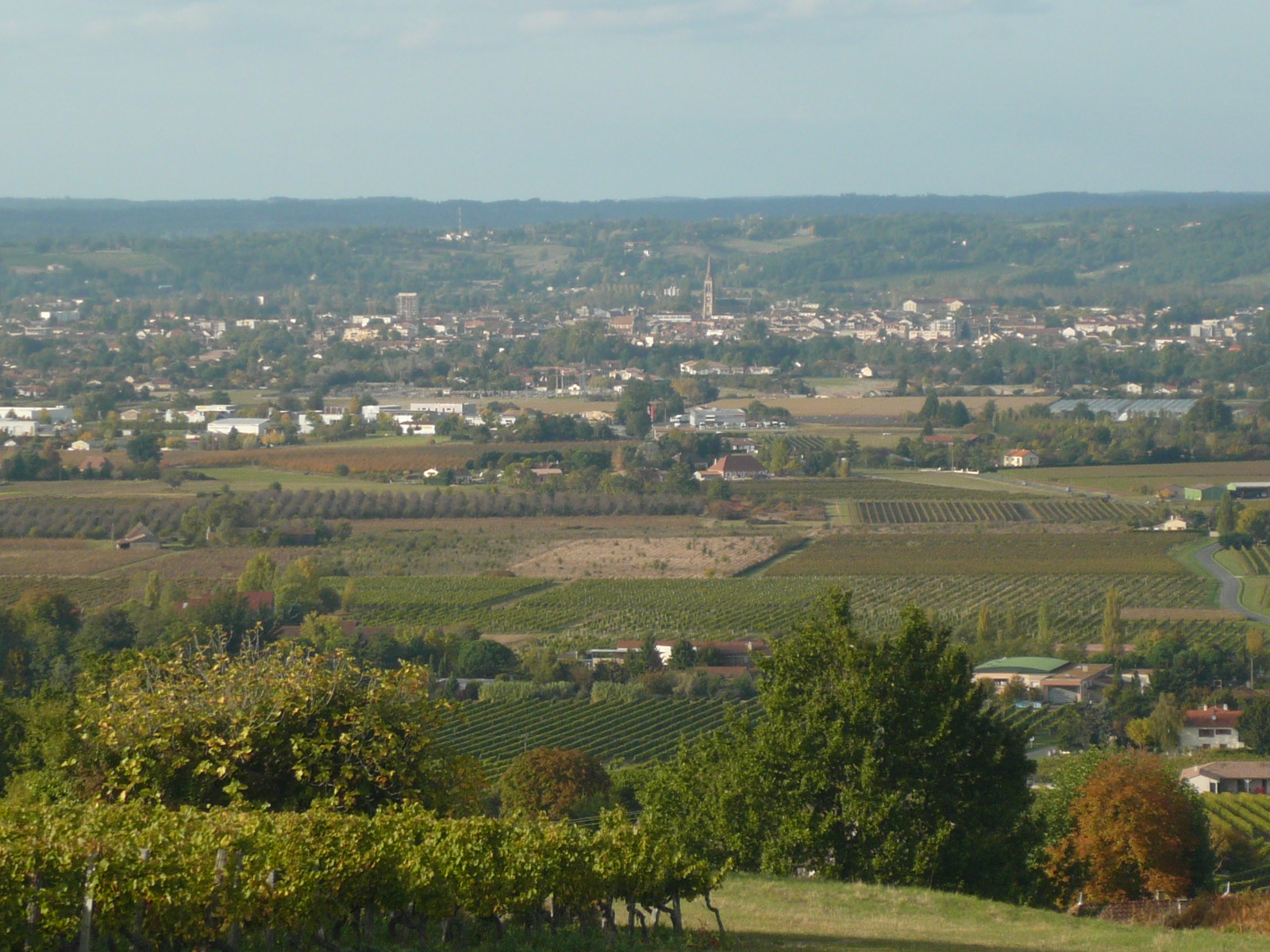
Panorama du vignoble avec Bergerac en arrière-plan, vu depuis le château de Monbazillac.

Le calcaire lacustre de la roche-mère  du sud-est donne un sol brun avec des cailloux calcaires. L'épaisseur est variable.
Au nord de la rivière Dordogne, la roche mère est constituée de sables et argiles à graviers ; elles donnent des sols bruns délavés acides avec une accumulation de minéraux en profondeur créant un horizon imperméable appelé tran.
Au sud-ouest, des boulbènes constituées de sables et limons lessivés donne un sol pauvre parfois battant. 
À l'ouest, une roche-mère calcaire d'origine marine, donne des sols bruns à cailloux calcaires. Ce sont les mêmes sols que ceux des appellations de l'est de la Gironde (saint-émilion, côtes-de-castillon, côtes-de-franc…).
De part et d'autre de la Dordogne, la rivière a déposé des alluvions de graviers au cours du Quaternaire en terrasses. Ce sont des sols acides et peu fertiles, bien draînants.

### Climatologie
| Mois                              | jan. | fév. | mars | avril | mai  | juin | jui. | août | sep. | oct. | nov. | déc. | année |
| --------------------------------- | ---- | ---- | ---- | ----- | ---- | ---- | ---- | ---- | ---- | ---- | ---- | ---- | ----- |
| Température minimale moyenne (°C) | 1,3  | 1,8  | 3    | 5,1   | 9,1  | 12,1 | 14,1 | 13,6 | 10,8 | 8,1  | 4    | 2,2  | 7,1   |
| Température maximale moyenne (°C) | 9,3  | 11,3 | 14,3 | 16,7  | 20,8 | 24,1 | 27,1 | 27,1 | 23,8 | 18,8 | 12,8 | 10,1 | 18,1  |
| Ensoleillement (h)                | 95   | 112  | 181  | 176   | 218  | 218  | 243  | 249  | 183  | 127  | 88   | 76   | 1 964 |
| Précipitations (mm)               | 52   | 63   | 42   | 80    | 68   | 73   | 53   | 66   | 79   | 71   | 80   | 82   | 808,2 |

Le nombre de jours de pluie est de 116, ceux de beau temps de 196 réparti entre 123 jours de faible ensoleillement et 73 jours de fort ensoleillement.
Le climat de Bergerac est océanique tempéré. Les précipitations sont bien réparties durant la période de végétation de la vigne. Le mois d'avril est humide, favorisant la pousse de la vigne et éloignant les gelées printanières dévastatrices. L'été est chaud et relativement sec, conditions nécessaires à une bonne maturité. Quatre mois consécutifs de mai à août dépassent le seuil de 200 heures d'ensoleillement. C'est le soleil qui fournit l'énergie indispensable à la photosynthèse. Septembre et octobre conditionnent les grands millésimes. Le sec en septembre concentre les arômes du raisin et une humidité modérée en octobre favorise le développement de la pourriture noble indispensable à l'élaboration des grands vins liquoreux. Les pluies de novembre et décembre permettent de reconstituer les réserves en eau du sol.

### Encépagement
Les rouges sont assemblés à partir de cabernet sauvignon N, de cabernet franc N et de merlot N, parfois complété de Côt N, plus rarement du fer servadou N ou le mérille N. Ils ont souvent une couleur sombre, un bouquet généreux et des saveurs corsées. 
Les blancs sont assemblés à partir des cépages sémillon B, sauvignon blanc B et gris G, muscadelle B essentiellement, auxquels s'ajoutent parfois ugni blanc B, ondenc B et chenin B. Ils permettent d'élaborer des vins blancs secs fruités, élégants et puissants ou des vins moelleux et liquoreux suaves, aromatiques, puissants et très longs en bouche.

## Vins

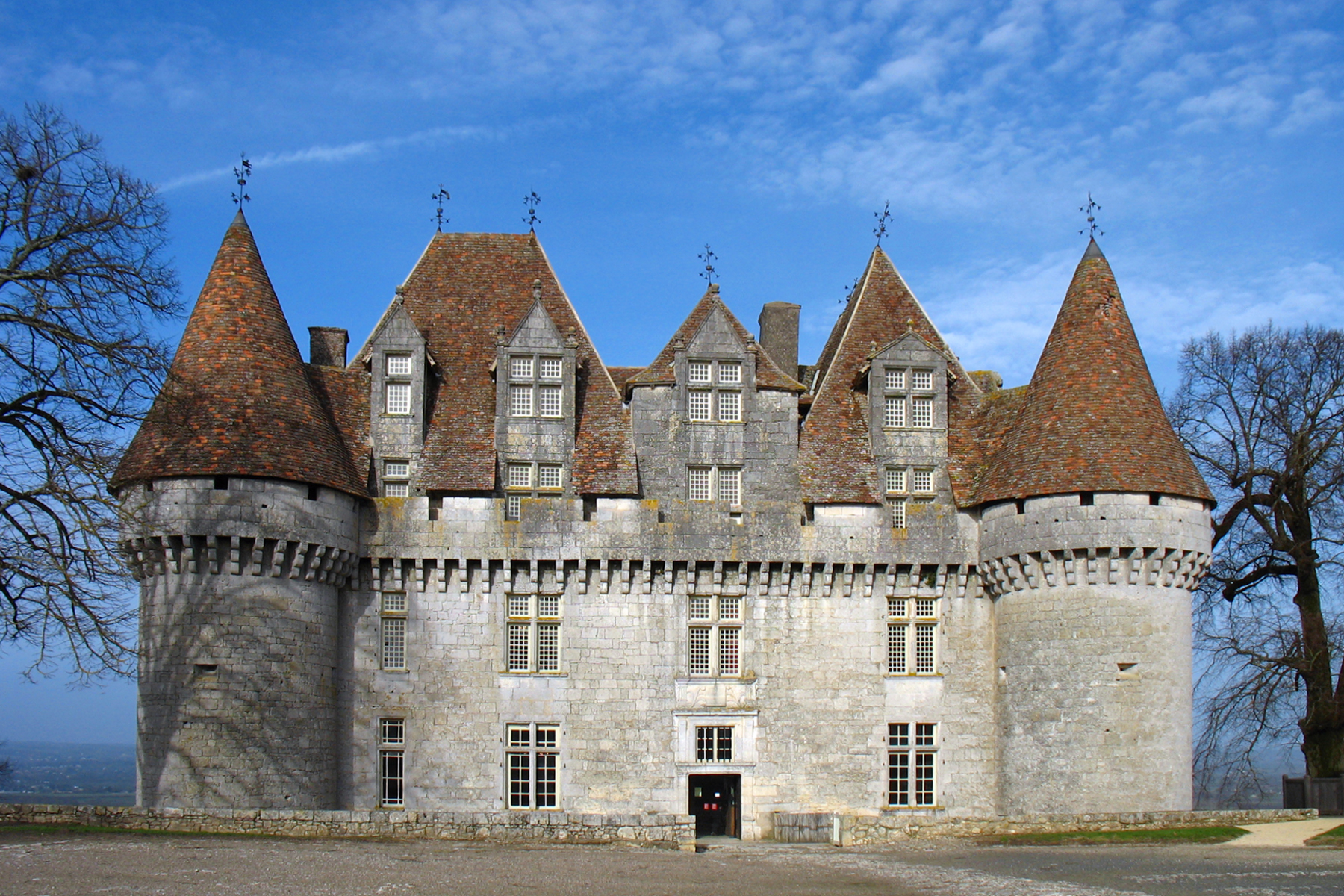
Le château de Monbazillac (propriété de la cave de Monbazillac).

- Le bergerac : vin blanc sec, vin rosé et vin rouge. Ce sont des vins de plaisir à consommer dans les deux ans sur leur fruit.
- Le côtes-de-bergerac : vin rouge de garde, vin blanc moelleux et doux. Ce sont des vins puissants et généreux. Ils nécessitent quelques années de cave pour atteindre leur optimum.
- Le montravel : vin blanc sec et vin rouge. Ce sont des vins parfumés.
- Le haut-montravel : vin blanc doux. Ce sont des vins aromatiques et suaves.
- Le côtes-de-montravel : vin blanc doux. Ce sont des vins aromatiques et suaves.
- Le monbazillac : vin blanc liquoreux de longue garde.
- Le pécharmant : vin rouge. C'est un vin fin, élégant de moyenne garde.
- Le rosette : vin blanc doux. Cette appellation, la plus petite du vignoble produit un vin confidentiel moelleux à liquoreux, fin et élégant.
- Le saussignac : vin blanc liquoreux de moyenne à longue garde.